# Olof Bull

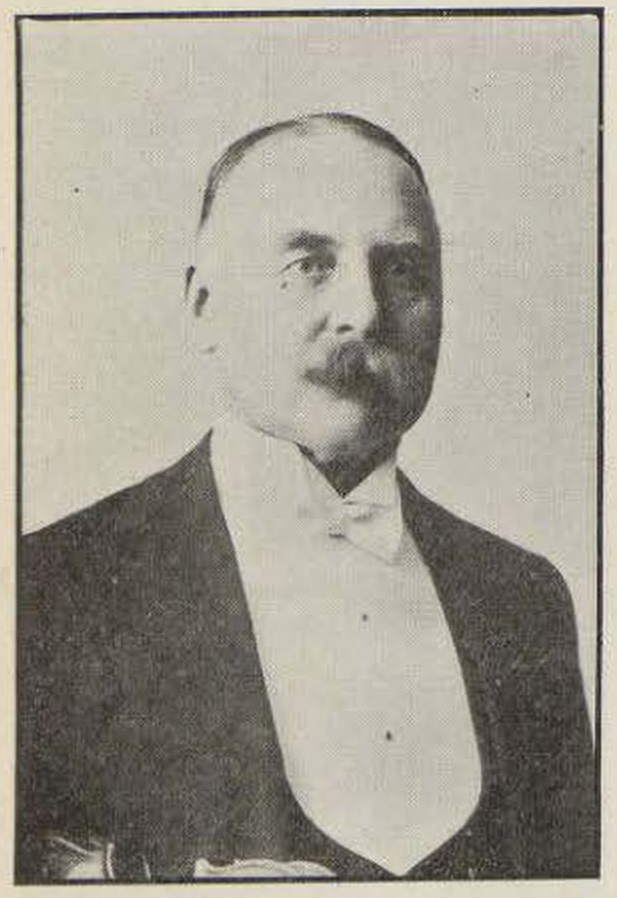
Olof Bull på ett fotografi publicerat 1908.

Olof Bull (ursprungligen Olof Olsson), född den 31 mars 1852 i Undersvik i Hälsingland, död den 19 april 1933 i Tacoma, Washington, var en svenskamerikansk violinist och musiklärare.

## Biografi
Bull kom från en musikalisk familj. Hans far, hemmansägaren, sockenskrivaren och spelmannen Olof Andersson (kallad Ol-Annersa, 1824-1872) var klarinettist, och hans bröder Lars Bull (född 1863) och Anders Hök (1849-1884) var också båda spelmän (liksom brodern med fiolen som instrument). Även Bulls morbror, Högmyr-Olle (egentligen Olof Andersson, 1817-1867) var spelman och med denne turnerade Bull, vilken redan som treåring börjat spela fiol och gjorde sina första konsertframträdanden som åttaåring, i ungdomen. Han blev känd som "den svenske Ole Bull" efter den berömde norske violinisten, och det torde varit efter denne han med tiden tog efternamnet Bull.
Sjutton år gammal emigrerade Bull till USA 1869. Han verkade här som professionell violinist, först främst i Minnesota, men från 1877 på omfattande turnéer genom landet, vilka han dock fick avbryta på grund av sjukdom 1881. Han arbetade nu i stället en period som teatermusiker i Boston och som försteviolinist vid ett resande operasällskap. 1884 etablerade han sig i Decatur, Illinois som lärare vid en filial till Chicago Musical College, vilken han sedermera övertog driften av som en självständig utbildningsanstalt under namnet Decateur Musical College. 
Efter att 1890 ha erbjudits platsen som musikaliskt ansvarig vid teatern i Tacoma sålde Bull sin skola i Decateur och flyttade till förstnämnda ort. Vid sidan av sitt uppdrag på teatern fortsatte han även att verka som lärare, och hans elever blev kända för sina offentliga framträdanden med stycken av bland annat Beethoven, Tjajkovskij och Händel.
Från 1896 var Bull lärare i violinspel vid Puget Sound University och från år 1900 vid Whitworth College (föregångaren till Whitworth University).
På äldre dagar gjorde Bull återbesök i sina gamla svenska hemtrakter och framträdde bland annat i Bollnäs och Arbrå.

## Omdömen om Bull
Ernst Skarstedt har om Bull som musiker skrivit att han "öfverallt [väckte] entusiasm genom sitt själfulla violinspel. En oerhördt snabb uppfattningsförmåga och minne satte honom i stånd att på otroligt kort tid lära sig utantill de svåraste virtuos-stycken. Vid ett tillfälle spelade han sålunda på en konsert ett stycke af Sarasate, som han 2 dagar förut sett första gången i sitt lif". En samtida amerikan, Thomas Ostenson Stine, karaktäriserade Bull som "a genius as a violinist, and greater still a man of character, kind and compassionate".

## Kuriosa
Efter två misslyckade försök 1892 och 1893 lyckades Bull såväl 1896 som 1898 med att bestiga det i närheten av Tacoma belägna, 4 395 meter höga Mount Rainier medförande sin fiol för att kunna göra ett framträdande på bergets topp.